# Căpâlna de Sus, Mureș
Căpâlna de Sus este un sat în comuna Mica din județul Mureș, Transilvania, România.

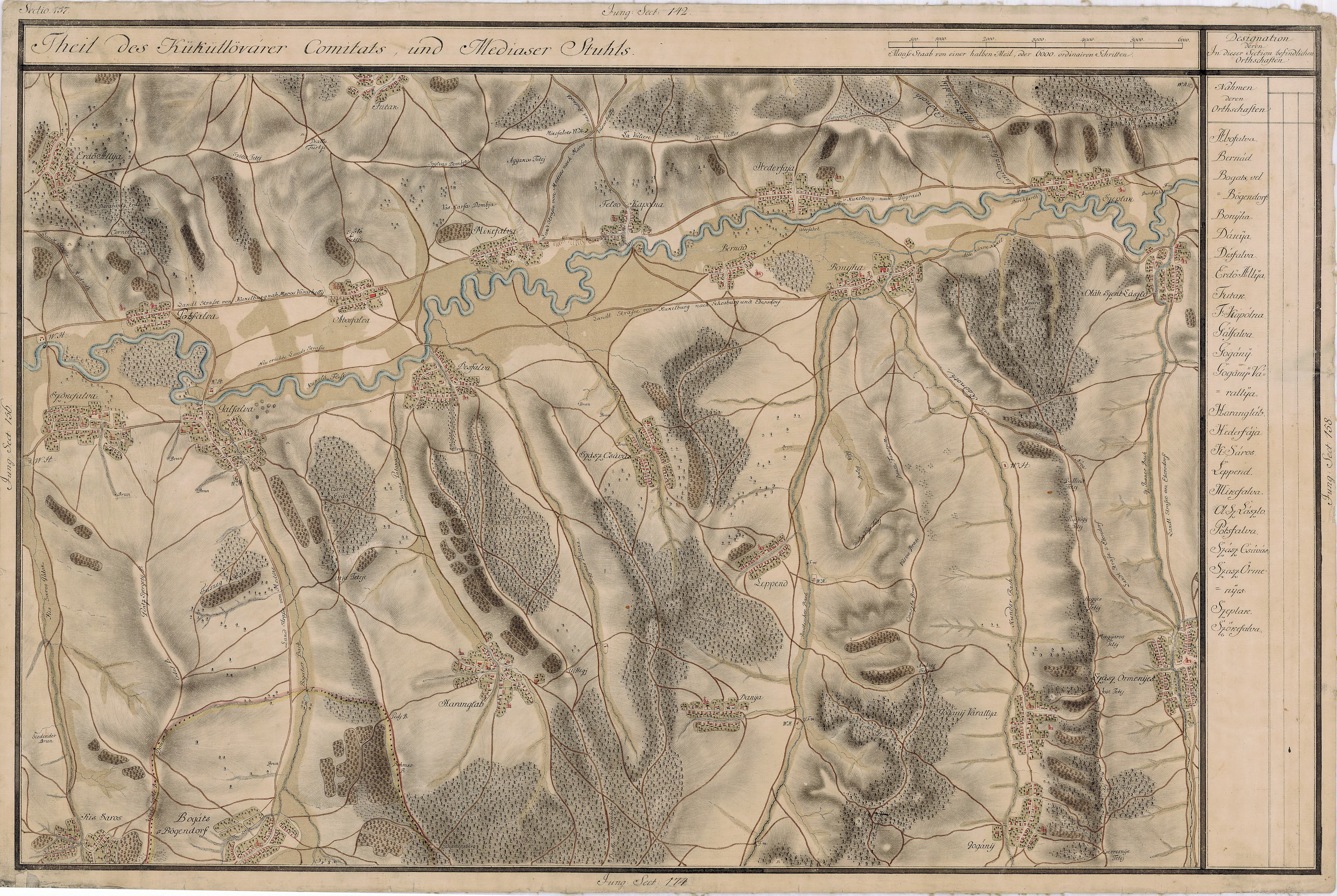
Căpâlna de Sus în Harta Iosefină a Transilvaniei, 1769-73

## Populație
Conform Recensământului din anul 2022 populația localității era de 154 locuitori.

## Imagini

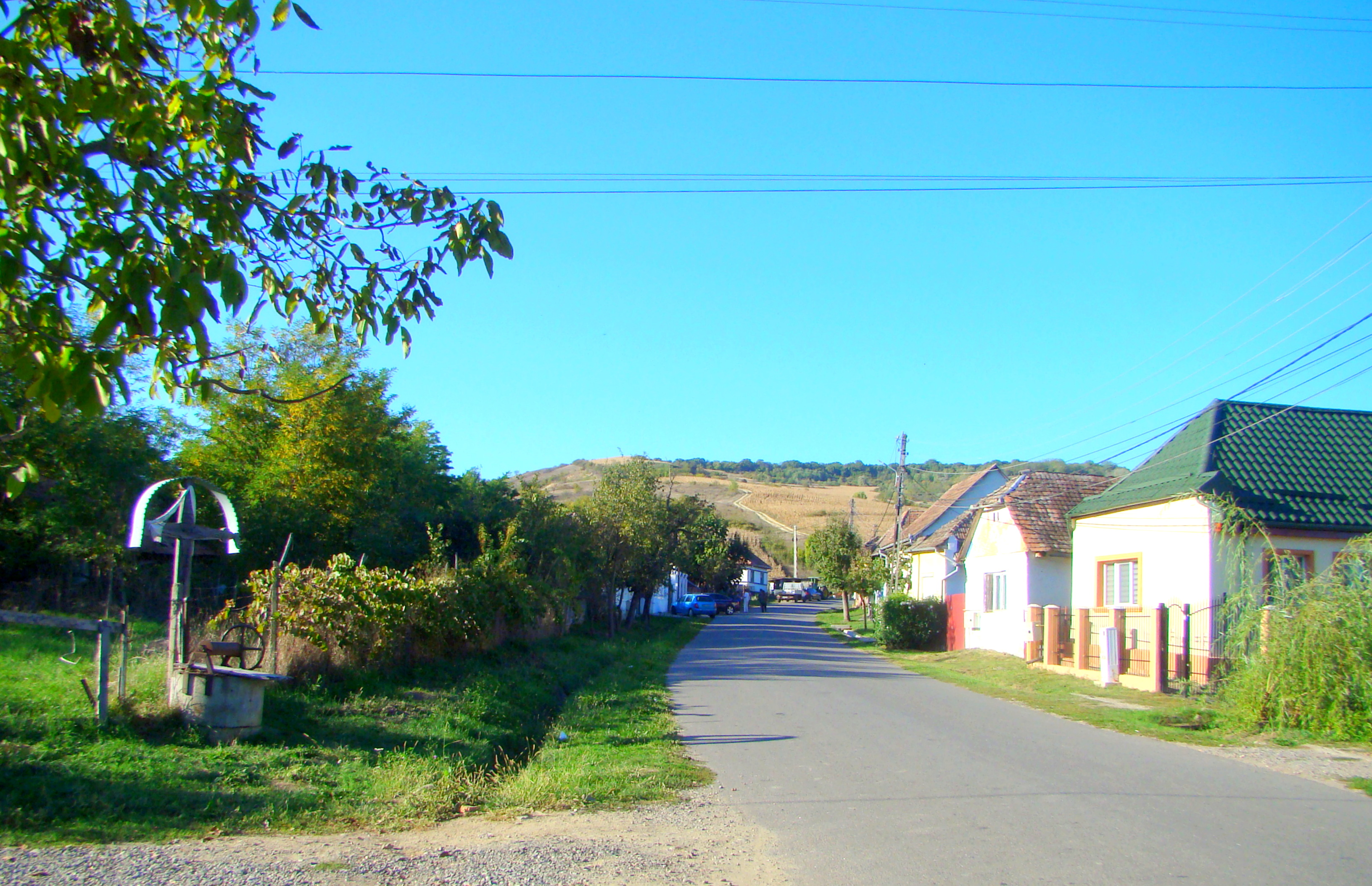
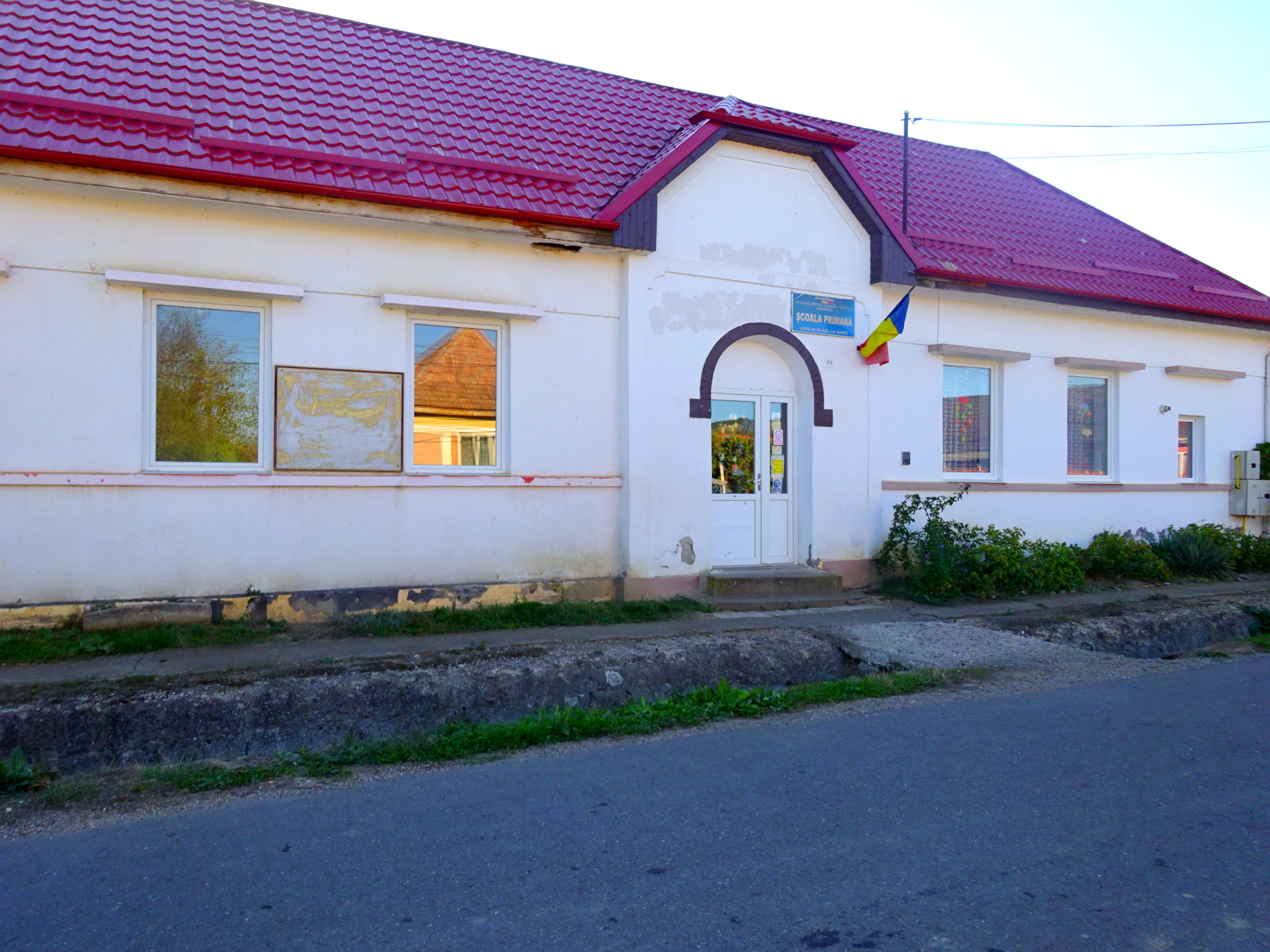
Școala
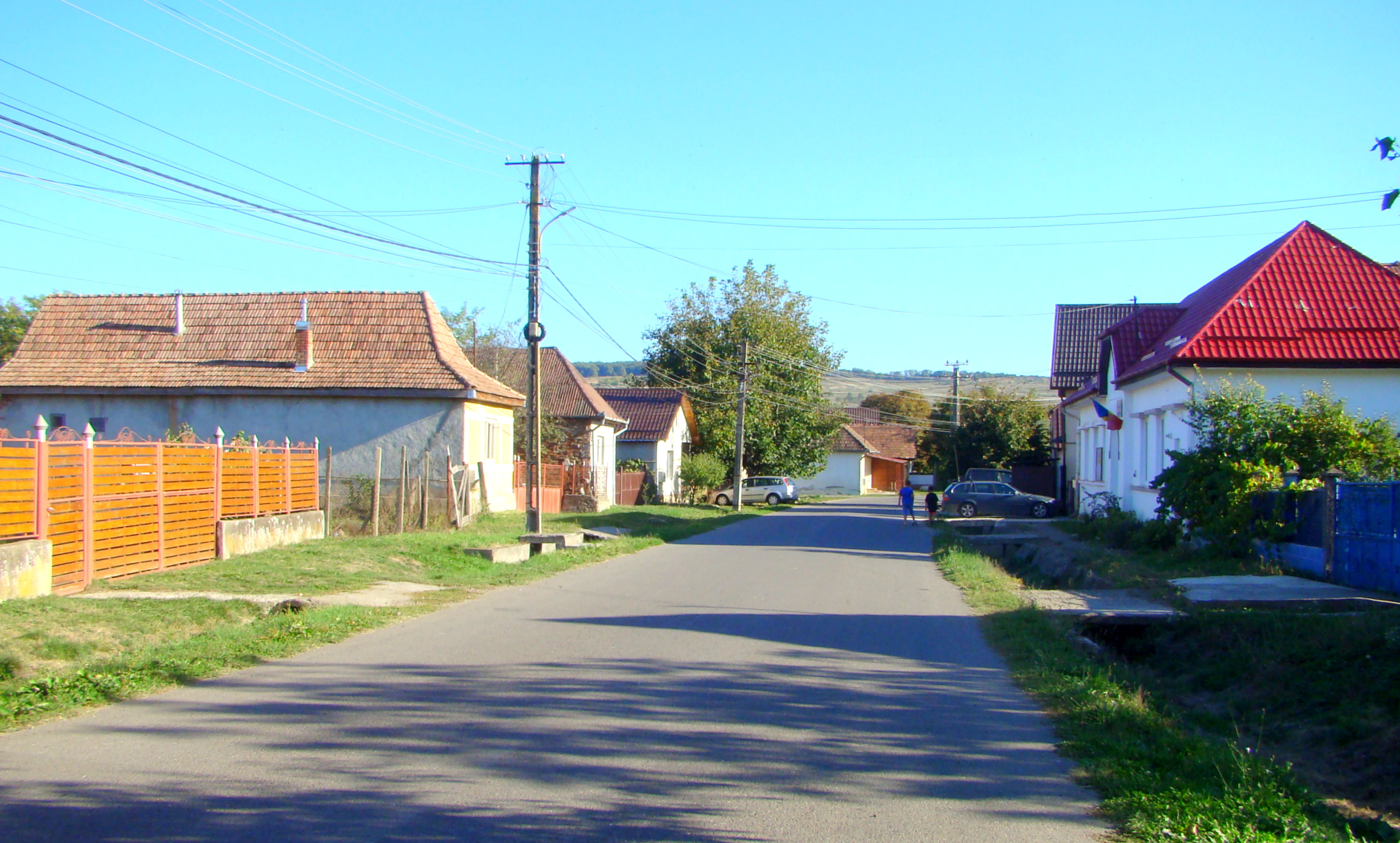
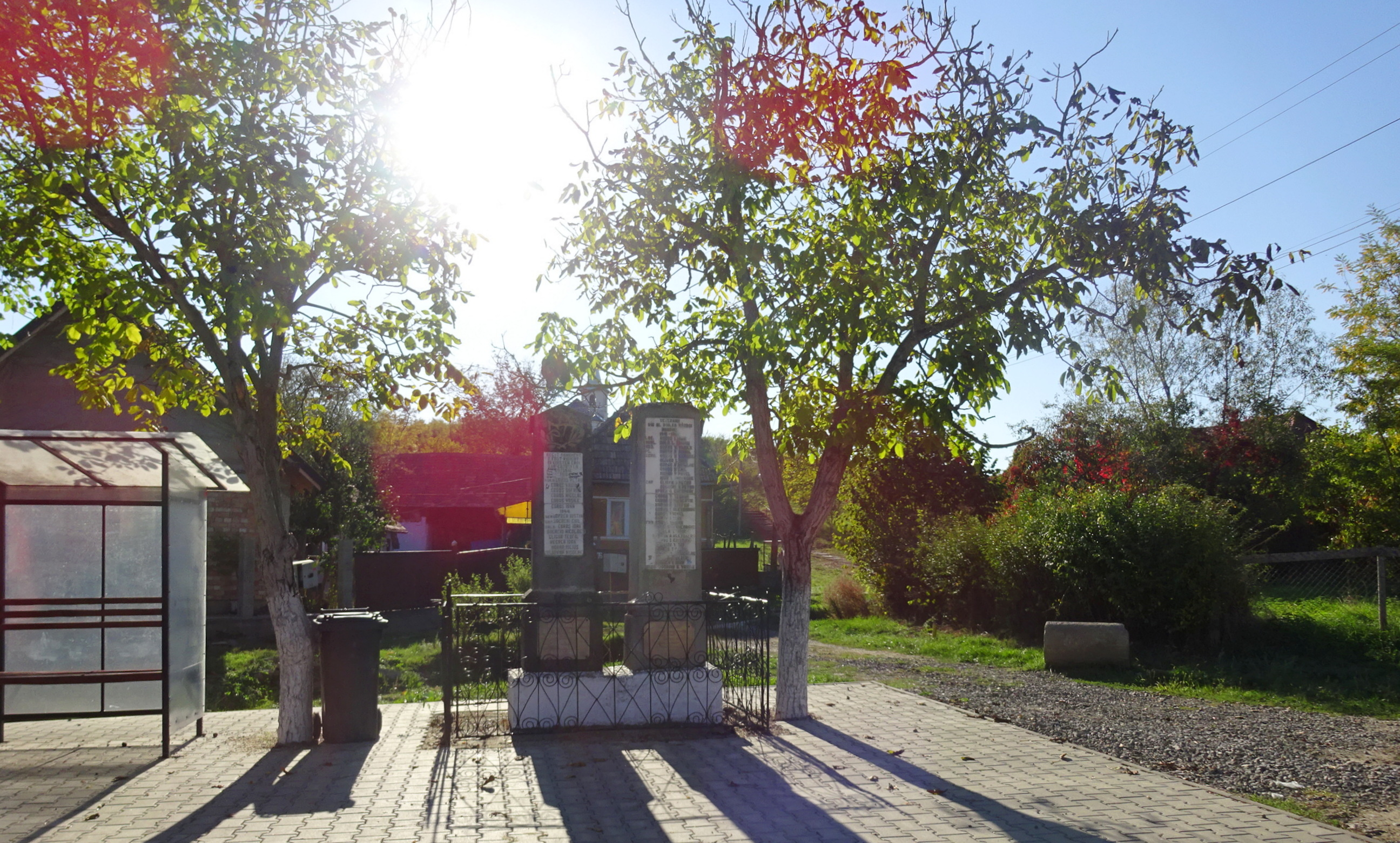
Monumentul eroilor
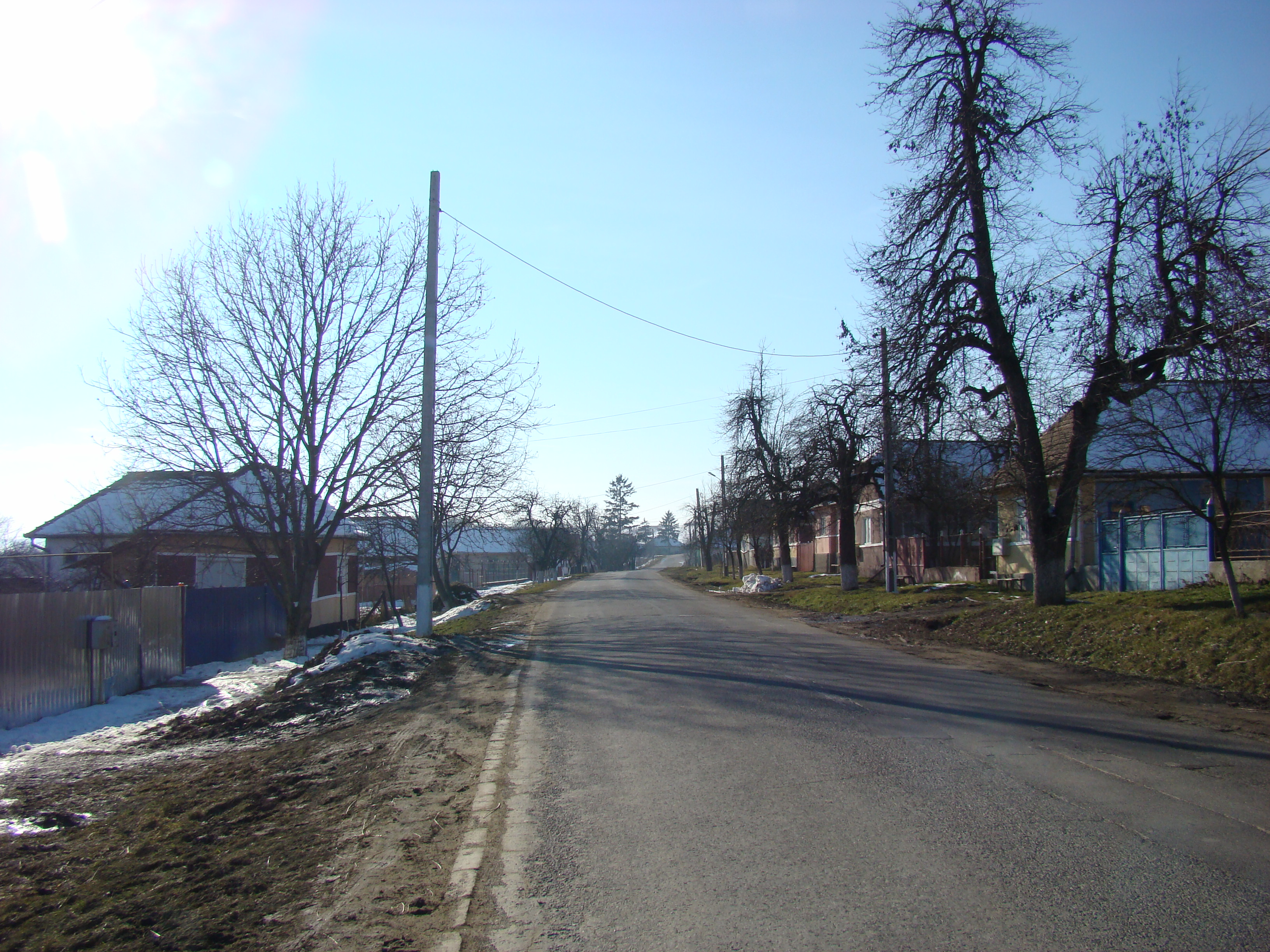
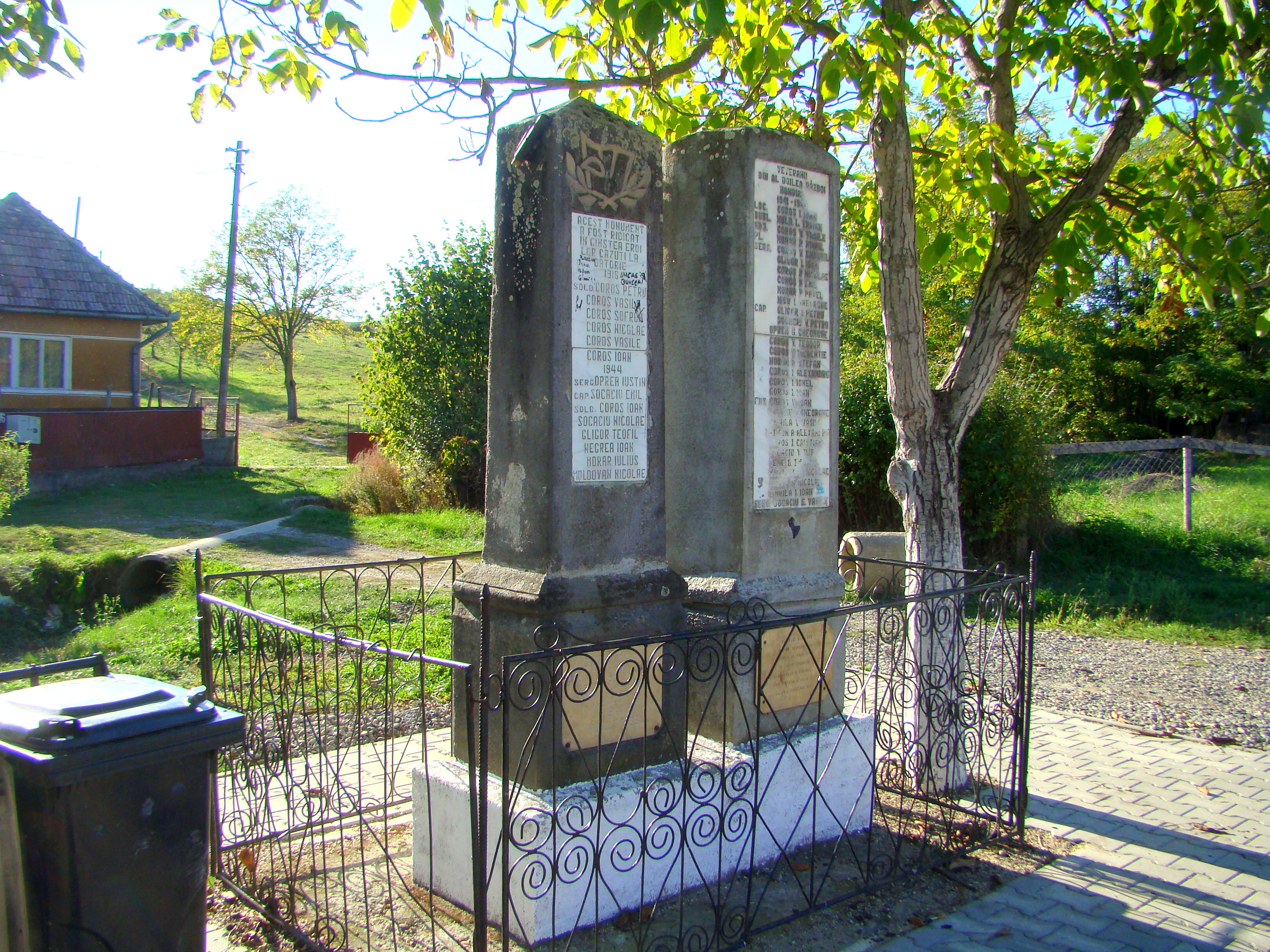
Monumentul eroilor
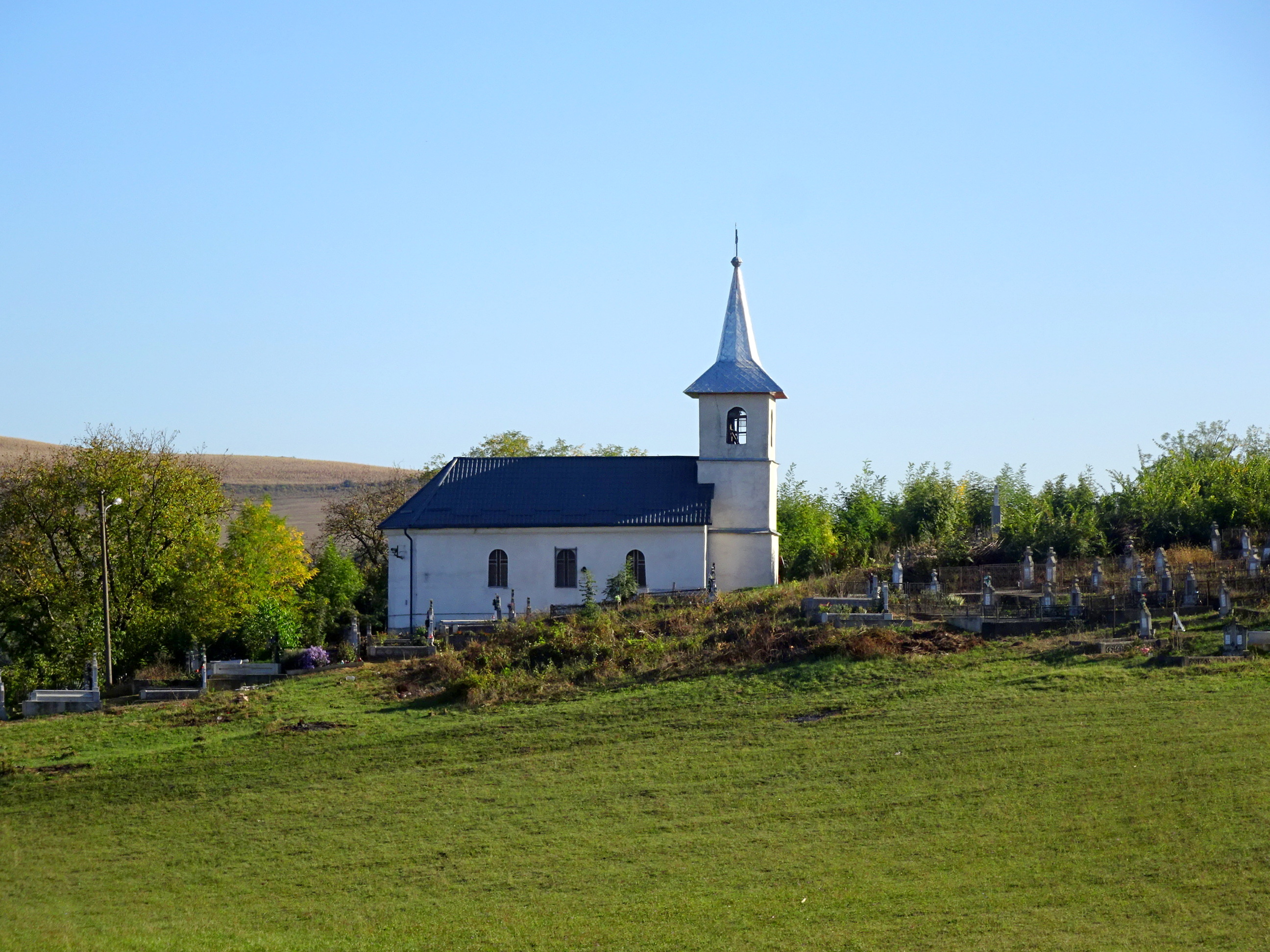
Biserica ortodoxă
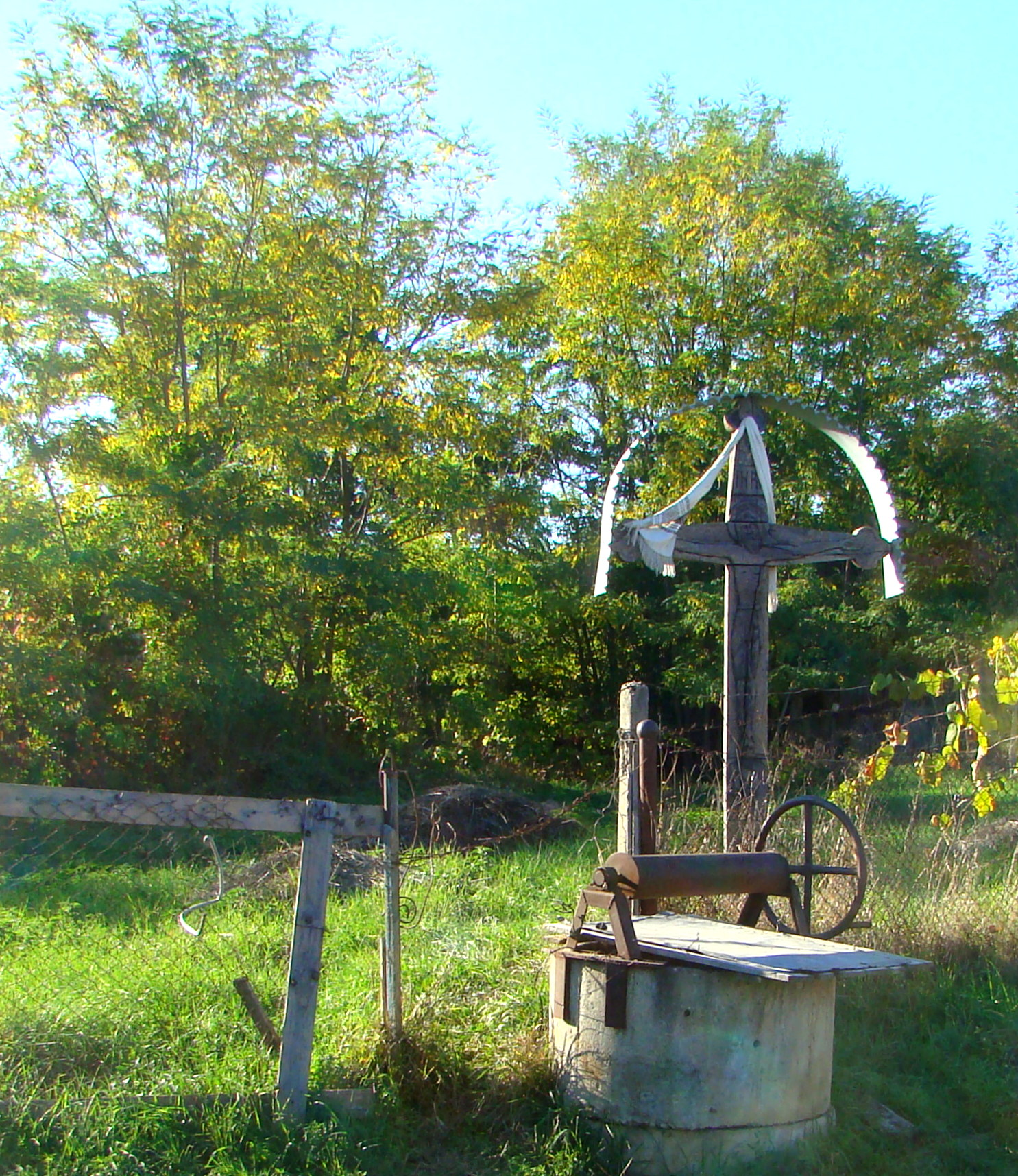
Troița
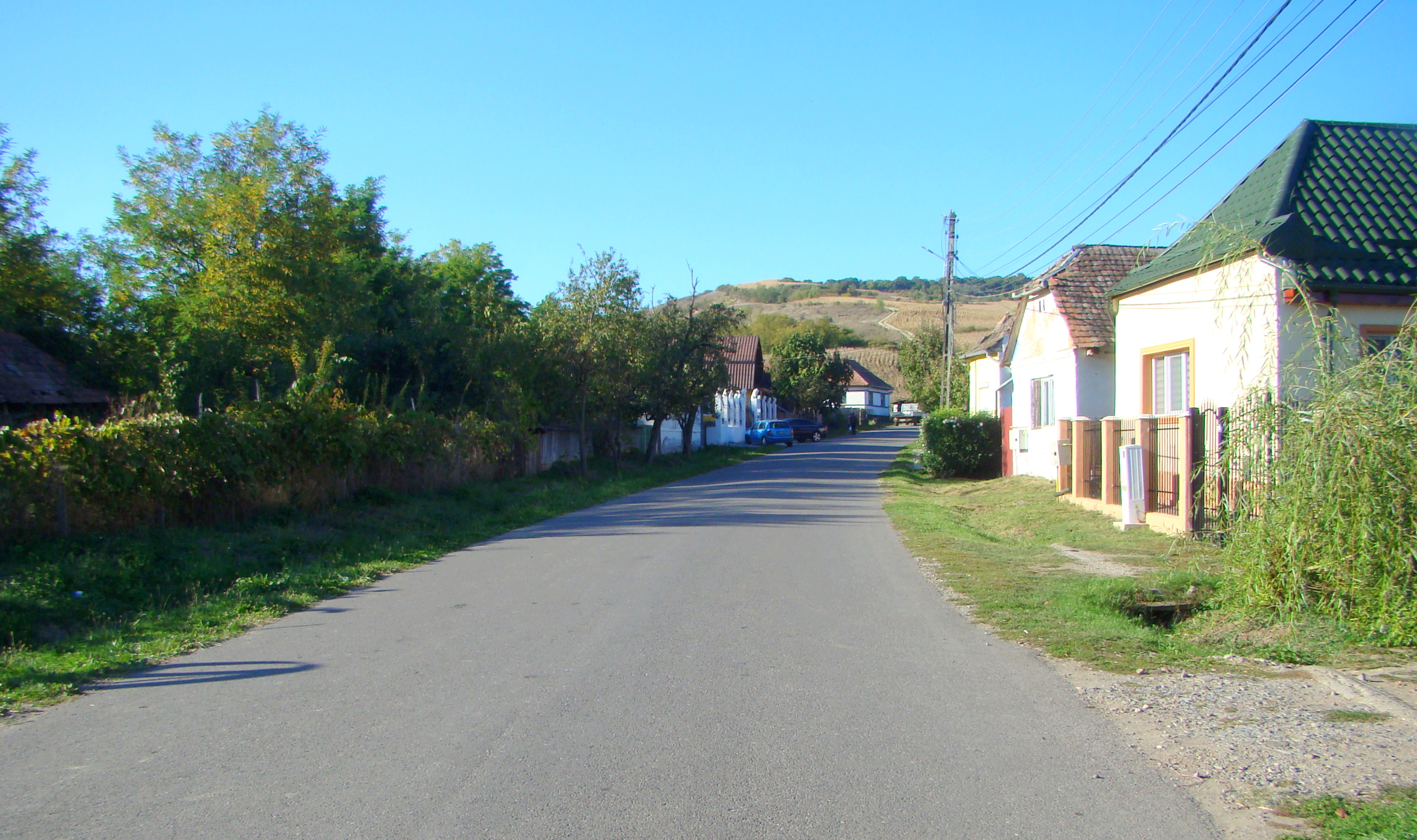